# Breath of Fire II
Breath of Fire II (ブレスオブファイアII, Buresu obu Faia Tsū) est un jeu vidéo de rôle, développé et édité par Capcom, sorti en 1994 sur Super Nintendo. C'est le second épisode de la série Breath of Fire.

## Trame
Breath of Fire II raconte l'histoire d'un enfant, Ryu, dont la sœur a fugué. Ryu la retrouve près d'un dragon ayant protégé le village dans le passé et qui vit aux alentours. Le père de Ryu lui explique que sa sœur dort ici pour faire des rêves de leur mère, morte au combat à cette époque. Voulant aussi rêver de sa mère, Ryu s'assoupit mais fait des cauchemars. En rentrant chez lui, sa famille a disparu et plus personne ne se souvient de lui. Des années plus tard, Ryu vit dans un orphelinat. Avec un ami lui aussi orphelin, ils s'enfuient du village pour explorer le monde.

## Accueil
Consoles + (version américaine) : 94% (n°51)